# Liste der Monuments historiques in Saint-Arnoult-en-Yvelines
Die Liste der Monuments historiques in Saint-Arnoult-en-Yvelines führt die Monuments historiques in der französischen Gemeinde Saint-Arnoult-en-Yvelines auf.

## Liste der Bauwerke
| Bezeichnung          | Beschreibung | Standort                        | Kennzeichnung | Schutzstatus | Datum | Bild |
| -------------------- | ------------ | ------------------------------- | ------------- | ------------ | ----- | ---- |
| Kirche St-Nicolas    |              | (Lage)                          | PA00087595    | Classé       | 1993  |      |
| Wohnhaus             |              | 9, rue Charles-de-Gaulle (Lage) | PA00087596    | Inscrit      | 1929  |      |
| Wohnhaus             |              | 38, rue Poupinel (Lage)         | PA00087597    | Inscrit      | 1975  |      |
| Mühle von Villeneuve |              | (Lage)                          | PA78000482    | Inscrit      | 2017  |      |

## Liste der Objekte

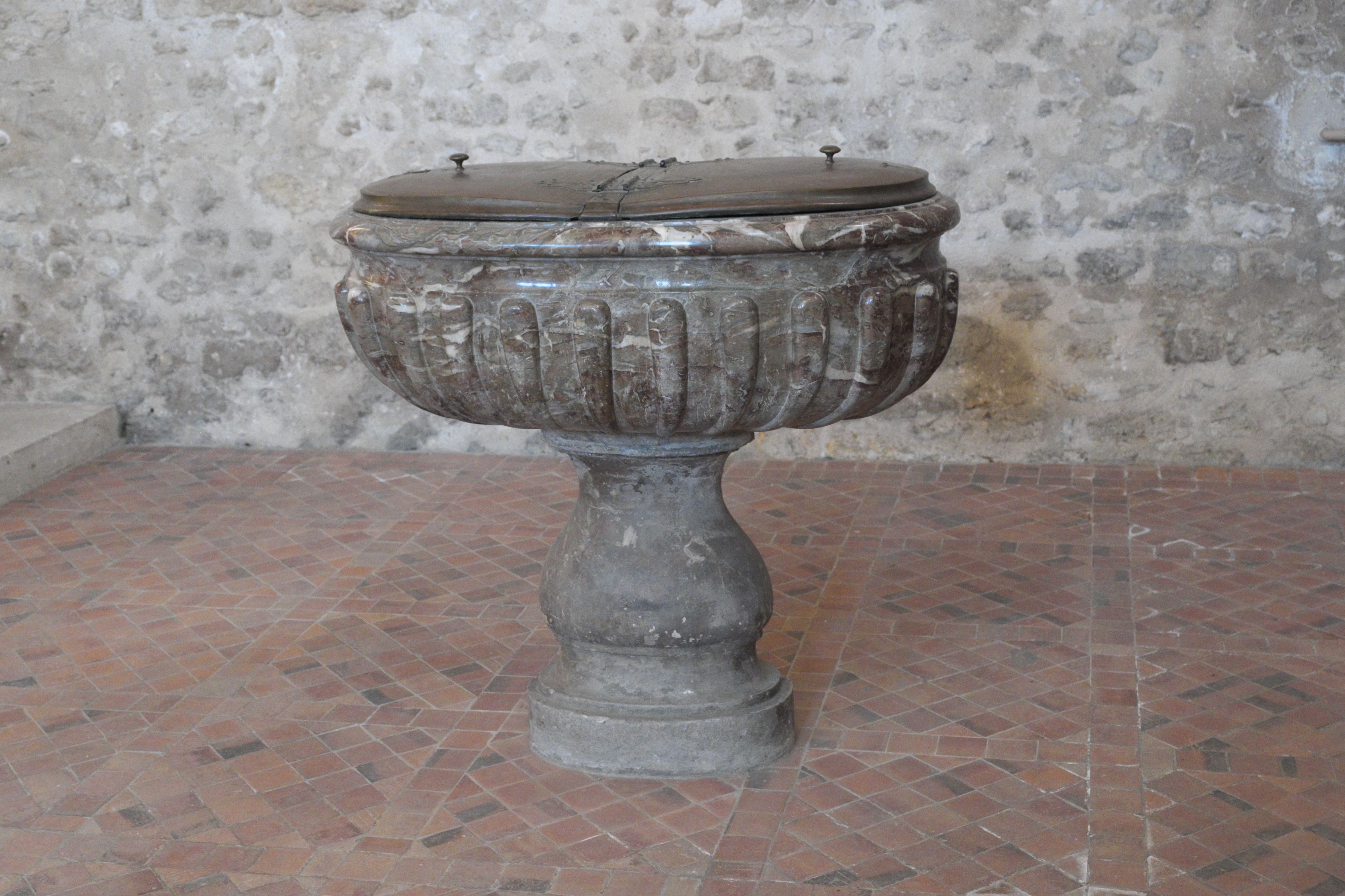
Taufbecken in Saint-Arnoult-en-Yvelines

- Monuments historiques (Objekte) in Saint-Arnoult-en-Yvelines in der Base Palissy des französischen Kultusministeriums

Siehe auch: Taufbecken (Saint-Arnoult-en-Yvelines)